# Толиман (муниципалитет Халиско)
Толима́н (исп. Tolimán) или Толиман-де-Халиско (исп. Tolimán de Jalisco) — муниципалитет в Мексике, в штате Халиско, с административным центром в одноимённом посёлке. Численность населения, по данным переписи 2020 года, составила 11 219 человек.

## Общие сведения
Название Tolimán с языка науатль можно перевести как: место, где много туле или место, где рубят туле. Туле (аст. tōllin) — можно перевести как: старое водяное дерево, оно обобщает различные виды водных травянистых растений.
Площадь муниципалитета равна 512,6 км², что составляет 0,7 % от общей площади штата, а наиболее высоко расположенное поселение Ла-Лагуна находится на высоте 2000 метров.
Толиман граничит с другими муниципалитетами штата Халиско: на севере с Тускакуэско и Сан-Габриелем, на востоке с Сапотитлан-де-Вадильо, на западе с Куаутитлан-де-Гарсия-Барраганом, а на юге граничит с другим штатом Мексики — Колимой.

## Учреждение и состав
Муниципалитет был образован 5 апреля 1895 года, по данным 2020 года в его состав входит 39 населённых пунктов, самые крупные из которых:
| Код INEGI                  | Населённый пункт                                                                             | Численность населения (2005 год) | Численность населения (2010 год) | Численность населения (2020 год) |
| -------------------------- | -------------------------------------------------------------------------------------------- | -------------------------------- | -------------------------------- | -------------------------------- |
| 099                        | Всего                                                                                        | 8756                             | 9591                             | 11219                            |
| 0006                       | Копала (исп. Cópala) 19°36′38″ с. ш. 103°46′01″ з. д.                                        | 2441                             | 2709                             | 3238                             |
| 0001                       | Толиман (исп. Tolimán) 19°36′00″ с. ш. 103°54′52″ з. д. (административный центр)             | 1317                             | 1393                             | 1451                             |
| 0020                       | Пуэрта-дель-Петакаль (исп. Puerta del Petacal (El Petacal)) 19°36′52″ с. ш. 103°51′25″ з. д. | 272                              | 321                              | 1147                             |
| 0025                       | Сан-Педро-Тосин (исп. San Pedro Toxín) 19°35′21″ с. ш. 103°58′05″ з. д.                      | 585                              | 644                              | 837                              |
| 0027                       | Санта-Элена (исп. Santa Elena (Santa Elena de la Cruz)) 19°33′01″ с. ш. 103°52′17″ з. д.     | 696                              | 750                              | 814                              |
| 0018                       | Эль-Пасо-Реаль (исп. El Paso Real) 19°36′17″ с. ш. 103°57′38″ з. д.                          | 579                              | 626                              | 664                              |
| 0029                       | Теутлан (исп. Teutlán) 19°34′34″ с. ш. 103°54′45″ з. д.                                      | 564                              | 606                              | 621                              |
| —                          | Прочие                                                                                       | 2302                             | 2542                             | 2447                             |
| Названия на карте Генштаба |                                                                                              |                                  |                                  |                                  |

## Природные ресурсы
Муниципалитет располагает следующими ресурсами:
- 14 600 гектар леса, преимущественно состоящие таких видов деревьев как: сосна, акация, каркас, а также фруктовые деревья;
- минеральные — месторождения марганца, мрамора, известняка и гипса.

## Экономическая деятельность
По статистическим данным 2000 года, работоспособное население занято по секторам экономики в следующих пропорциях:
- сельское хозяйство, животноводство и рыбная ловля — 63,5 %;
- промышленность и строительство — 11,5 %;
- торговля, сферы услуг и туризма — 22,6 %;
- безработные — 2,4 %.

## Инфраструктура
По статистическим данным 2020 года, инфраструктура развита следующим образом:
- электрификация: 97,9 %;
- водоснабжение: 66,7 %;
- водоотведение: 94,4 %.